# Тровање Сергеја и Јулије Скрипаљ
Дана 4. марта 2018. године, Сергеј Скрипаљ (рус. Сергей Скрипаль), бивши руски војни официр и двоструки агент британских обавештајних агенција, и његова ћерка Јулија Скрипаљ (рус. Юлия Скрипаль) отровани су у граду Солсберију у Енглеској. Према изворима из УК и Организације за забрану хемијског оружја (ОПЦВ), они су отровани нервним агенсом Новичок. И Сергеј и Јулија Скрипаљ провели су неколико недеља у болници у критичном стању, пре него што су отпуштени. Полицајац Ник Бејли такође је пребачен на интензивну негу након што је присуствовао инциденту, а касније је пуштен.
Британска влада оптужила је Русију за покушај убиства и најавила низ казнених мера против Русије, укључујући протеривање дипломата. Званичну процену УК о инциденту подржало је 28 других земаља које су реаговале на сличан начин. Укупно је до краја марта 2018. протерано до сада невиђених 153 руских дипломата Русија је негирала оптужбе, протерала стране дипломате у знак одмазде за протеривање сопствених дипломата и оптужила Британију за тровање.
Дана 30.. јуна 2018, слично тровање двојице британских држављана у Ејмсберију, 11 km северно од Солсберија, укључивао је исти нервни агенс. Чарли Роули је пронашао бочицу парфема, за коју је касније откривено да садржи агенс, у канти за отпатке негде у Солсберију и дао је Доун Стерџес која ју је попрскала на њен зглоб. Стерџесс је позлило у року од 15 минута и умрла је 8. јула, али је Роули, који је такође дошао у контакт са отровом, преживео. Британска полиција сматра да овај инцидент није био циљани напад, већ резултат начина на који је нервни агенс збринут након тровања у Солсберију. Покренута је јавна истрага о околностима Старџесове смрти.
Британске власти су 5. септембра 2018. идентификовале двојицу руских држављана, под именом Александар Петров и Руслан Боширов, осумњичене за тровање Скрипаља и навели да су активни официри руске војне обавештајне службе. Касније је истражни сајт Беллингцат навео да је позитивно идентификовао Руслана Боширова као високо одликованог пуковника ГРУ Анатолија Чепигу, да је Александар Петров био Александар Мишкин, такође из ГРУ, и да је трећи официр ГРУ присутан у Великој Британији у то време идентификован је као Денис Вјачеславович Сергејев, за који се верује да има чин генерал-мајора у ГРУ. Образац његове комуникације док је био у УК указује да је био у вези са надређеним официрима у Москви. Покушај атентата је наводно организовала тајна јединица 29155 руске ГРУ под командом генерал-мајора Андреја В. Аверјанова. Јединица је наводно одговорна за дестабилизацију европских земаља и организовање афере државни удар.
Дана 27. новембра 2019., ОПЦВ је додао Новичок нервни агенс из совјетске ере, коришћен у нападу, на листу забрањених супстанци.
Заменик шефа полицајца Пол Милс и надзорник Дејв Минти из полиције Вилтшира који су радили на терену након тровања, награђени су Краљичином полицијском медаљом у новогодишњим почастима 2020. за своје улоге у реаговању на инцидент.

## Хронологија догађаја
- У 14:40 ГМТ 3. марта 2018, Јулија Скрипаљ, 33-годишња ћерка Сергеја Скрипаља, 66-годишњег становника Солсберија, слетела је на аеродром Хитроу са међународног аеродрома Шереметјево у Москви, Русија.
- У 09:15 4. марта бордо БМВ 320д Сергеја Скрипаља из 2009. виђен је у области Лондон Роад и Вилтон Роад у Солсберију.
- У 13.30 Скрипаљов аутомобил виђен је на Девизес путу на путу ка центру града.
- У 13:40 Скрипалови су стигли на паркинг на вишем нивоу у Малтингсу у Солсберију, а затим отишли у паб у центру града.
- У 14:20 вечерали су у Зизи у улици Кесл, а отишли су у 15:35.[25]
- Полиција чува ресторан Зиззи у Солсберију након тровања. У 16:15 позив хитне службе јавио је да су мушкарца и жену, касније идентификоване као Сергеј и Јулија, пронашли без свести на јавној клупи у центру Солсберија од стране главне медицинске сестре Британске војске и њене ћерке у пролазу.[26][27][28] Очевидац је видео жену како пени на уста широм отворених очију.[26] Према каснијој изјави британске владе, они су "клизали и губили свест на клупи".[29]
- У 17:10 су возилом хитне помоћи и ваздушним колима одвојено одвезени у окружну болницу у Солсберију.[30]

У 09:03 следећег јутра, Салсбури НХС Фаундејшн Траст је прогласио стање великог инцидента као одговор на забринутост медицинског особља; убрзо након тога ово је постао инцидент са више агенција под називом Операција Ферлајн.
Здравствене власти су провериле 21 припадника хитне помоћи и јавност због могућих симптома; два полицајца су збринута због мањих симптома, за које се каже да су сврбеж у очима и пискање, док је један, наредник детектив Ник Бејли, који је послат у Скрипалову кућу, био у тешком стању. Дана 22. марта, Бејли је отпуштен из болнице. У изјави је рекао да "нормалан живот за мене вероватно никада неће бити исти" и захвалио се особљу болнице.
Дана 26. марта је пријављено да су Скрипаљ и његова ћерка још увек критично болесни. Дана 29. марта објављено је да се Јулијино стање поправља и да више није у критичном стању. После три недеље у критичном стању, Јулија је дошла свести и могла је да говори. Сергеј је такође био у критичном стању све док се месец дана након напада није освестио. Лекари су 5. априла рекли да Сергеј више није у критичном стању и да добро реагује на лечење. Јулија је 9. априла отпуштена из болнице и одведена на безбедну локацију. 18. маја је из болнице отпуштен и Сергеј Скрипаљ. Дана 23. маја, рукописно писмо и видео изјава Јулије објављени су новинској агенцији Ројтерс по први пут након тровања. Она је навела да је имала срећу што је жива након тровања и захвалила особљу болнице у Солсберију. Она је описала свој третман као спор, тежак и изузетно болан и споменула ожиљак на врату, очигледно од трахеотомије. Изразила је наду да ће се једног дана вратити у Русију. Она је захвалила руској амбасади на понуди помоћи, али је рекла да она и њен отац нису спремни да прихвате.
Британске власти су 5. априла саопштиле да су у Скрипаљовој кући, коју је запечатила полиција, два заморца пронађена мртва од стране ветеринара, када су им пуштени да уђу, заједно са мачком у узнемиреном стању, која је морала да буде убијена.
Дана 22. новембра објављен је први интервју са ДС Бејлијем у коме је он известио да је отрован, упркос чињеници да је прегледао кућу Скрипалових у форензичком оделу. Поред тровања, Бејли и његова породица изгубили су свој дом и сву своју имовину, због контаминације. Истражитељи су рекли да је бочица парфема са нервним агенсом Новицхок, која је касније пронађена у канти, садржавала довољно нервног агенса да потенцијално убије хиљаде људи.
Почетком 2019. године грађевински извођачи су изградили скеле „запечаћени оквир” изнад куће и гараже Скрипаловог дома. Војни тим је потом демонтирао и уклонио кровове на обе зграде током две недеље. Након чишћења и деконтаминације уследила је обнова у периоду од четири месеца. Владини званичници су 22. фебруара 2019. објавили да је последње од 12 локација које су биле подвргнуте интензивном и опасном чишћењу – Скрипаљова кућа – оцењено као безбедно.
У мају 2019, Сергеј Скрипаљ је телефонирао и оставио гласовну поруку својој нећакињи Викторији која живи у Русији. Ово је био први пут након тровања да се његов глас чуо у јавности.
У августу 2019. године потврђено је да је други полицајац отрован током истраге, али само у траговима.

## Истрага
Први јавни одјек о тровању стигао је 6. марта. У оквиру мреже полиције за борбу против тероризма договорено је да Команда за борбу против тероризма са седиштем у Метрополитанској полицији преузме истрагу од полиције Вилтшира. Помоћник комесара Марк Роули, шеф полиције за борбу против тероризма, апеловао је на сведоке инцидента након састанка ЦОБР-а којим је председавала министарка унутрашњих послова Амбер Руд.
Узорци нервног агенса коришћеног у нападу били су позитивни у Лабораторији за одбрамбену науку и технологију у Портон Дауну на „веома редак“ нервни агенс, саопштио је британски министар унутрашњих послова.
180 војних стручњака за одбрану и деконтаминацију од хемијског рата, као и 18 возила, распоређени су 9. марта у циљу да помогну Метрополитен полицији да уклони возила и предмете са лица места и потражи даље трагове нервног агенса. Особље је углавном било из војске, укључујући инструкторе из Одбрамбеног ЦБРН центра и 29 групе за уклањање и претрагу експлозивних средстава, као и из Краљевских маринаца и Краљевског ваздухопловства. Влада Уједињеног Краљевства је 11. марта саветовала присутне у пабу The Mill или ресторану <i>Зизи</i> у Солсберију 4. и 5. марта да оперу или обришу своје ствари, наглашавајући да је ризик за ширу јавност мали.
Неколико дана касније, 12. марта, премијерка Тереза Меј рекла је да је агент идентификован као један од агената из породице Новичок, за које се верује да је развијен 1980-их у Совјетском Савезу. Према речима руског амбасадора у Великој Британији Александра Јаковенка, британске власти су идентификовале агента као А-234, изведену из раније верзије познате као А-232.
До 14. марта истрага је била фокусирана на Скрипаљов дом и аутомобил, клупу на којој су њих двојица пали у несвест, ресторан у коме су вечерали и кафану у којој су пили. Војска је 14. марта уклонила возило за спасавање из Гилингема у Дорсету, у вези са тровањем.
Након тога, у британским медијима појавиле су се спекулације да је нервни агенс био подметнут у један од личних предмета у кофер Јулије Скрипаљ пре него што је отишла из Москве за Лондон, а у америчким медијима да је подметнут у њихов аутомобил.
Дана 6. августа 2018, објављено је да је британска влада „спремна да Москви поднесе захтев за изручење двојице Руса осумњичених да су извршили напад нервним агенсом у Солсберију“. Метрополитенска полиција је користила два супер препознавача да идентификује осумњичене након што је прошла кроз до 5.000 сати ЦЦТВ снимака из Солсберија и бројних аеродрома широм земље.
Британска премијерка Тереза Меј објавила је истог дана у Дому комуна да су британске обавештајне службе идентификовале двојицу осумњичених као официре обавештајне службе ГУ (раније познате као ГРУ) и да покушај атентата није био лажна операција и да је „готово сигурно“ одобрен на вишем нивоу руске владе. Меј је такође рекла да ће Британија инсистирати на томе да ЕУ договори нове санкције Русији.
Дана 5. септембра 2018, руски новински сајт Фонтанка известио је да су бројеви у досијеима пасоша Петрова и Боширова који су процурили у само три цифре и да спадају у опсег који укључује досијее пасоша руског војног званичника протераног из Пољске због шпијунирања. Није познато како су добијени досијеи пасоша, али Ендрју Рот, московски дописник Гардијана, прокоментарисао је да „ако се извештај потврди, то би била велика грешка обавештајне агенције, дозвољавајући било којој земљи да проверава податке о пасошу за Русе који траже визе или улазе у земљу на основу листе од скоро 40 пасоша осумњичених официра ГРУ. 14. септембра 2018, онлајн платформе Беллингцат и Тхе Инсидер Руссиа приметиле су да у Петровим досијеима пасоша који су процурили, нема записа о адреси становања или било каквих идентификационих докумената пре 2009, што сугерише да је то име алиас створен те године; анализа је такође приметила да је на Петровом досијеу печат „Не дајте никакве информације“ и да има руком писану напомену „СС“, уобичајену скраћеницу на руском за „строго поверљиво“. Дана 15. септембра 2018. године, руски опозициони лист Новаја газета известио је да је у досијеима Петровог пасоша пронашао тајновити број који изгледа да је телефонски број повезан са руским Министарством одбране, највероватније Управом војне обавештајне службе.
У склопу најаве Скотланд Јард и Команда за борбу против тероризма објавили су детаљан запис о 48 сати тих појединаца у УК. Ово је обухватило њихов долазак из Москве на аеродром Гетвик, путовање у Солсбери возом дан пре напада, за који полиција наводи да је ради извиђања, путовање у Солсбери возом на дан напада и повратак у Москву преко аеродрома Хитроу. Њих двоје су провели обе ноћи у хотелу Сити Стеј, поред ДЛР станице Боб Чурч у Бову, у источном Лондону. Новичок је пронађен у њиховој хотелској соби након што ју је полиција запечатила 4. маја 2018. Нил Басу, национални руководилац полиције за борбу против тероризма, рекао је да су у њиховој хотелској соби обављени тестови и да се она сматрала безбедном.
Дана 26. септембра 2018, The Daily Telegraph је открио прави идентитет осумњиченог кога је полиција именовала као Руслана Боширова као пуковника Анатолија Владимировича Чепиге, позивајући се на извештавање самог себе и Белингцата, при чему је Петров имао нижи чин у ГРУ. Овај 39-годишњак је указом председника 2014. проглашен за Хероја Руске Федерације. Два европска безбедносна извора потврдила су да су детаљи тачни. Би-Би-Си је прокоментарисао: „Би-Би-Си схвата да нема спора око идентификације. Државни секретар за одбрану Гевин Вилијамсон написао је: „Откривен је прави идентитет једног од осумњичених за Солзбери да је руски пуковник. Желим да се захвалим свим људима који тако неуморно раде на овом случају.“ Међутим, та изјава је накнадно избрисана са Твитера.
Дана 8. октобра 2018. године, откривен је прави идентитет осумњиченог кога је полиција именовала као Александра Петрова као Александра Мишкина.
Полиција је 22. новембра 2018. објавила још снимака, на којима су двојица осумњичених шетали Солсберијем.
Дана 19. децембра 2018, Мишкин (Петров) и Чепига (Боширов) додани су на листу појединаца под санкцијама Министарства финансија Сједињених Држава, заједно са осталих 13 припадника агенције ГРУ.
Телеграф је 6. јануара 2019. известио да су британске власти утврдиле све битне детаље покушаја атентата, укључујући командни ланац који води до Владимира Путина . У фебруару је идентификован трећи официр ГРУ који је био присутан у Великој Британији у време Денис Сергејев. У септембру 2021, Би-Би-Си је известио да је Краљевско тужилаштво одобрило оптужбе против тројице мушкараца, али да формалне оптужбе не могу бити подигнуте осим ако мушкарци нису ухапшени. Оптужбе против тројице мушкараца су завера за убиство, покушај убиства, наношење тешких телесних повреда и употреба и поседовање хемијског оружја.

## Протеривање дипломата
До краја марта 2018. бројне земље и друге организације протерале су укупно више од 150 руских дипломата у знак солидарности са Уједињеним Краљевством. Како преноси Би-Би-Си, то је било „највеће колективно протеривање руских обавештајних официра у историји”.
УК је протерала 23 руска дипломата 14. марта 2018. Три дана касније, Русија је протерала једнак број британских дипломата и наредила затварање конзулата Велике Британије у Санкт Петербургу и затварање Британског савета у Русији. Девет земаља протерало је руске дипломате 26.. марта: заједно са 6 других земаља ЕУ, САД, Канаде, Украјине и Албаније. Следећег дана, неколико нација унутар и ван ЕУ и НАТО-а одговорило је слично. До 30.. марта Русија је протерала једнак број дипломата већине нација које су протерале руске дипломате. До тада су Белгија, Црна Гора, Мађарска и Грузија такође протерале једног или више руских дипломата. Поред тога, 30.. марта, Русија је смањила број укупног особља мисије Уједињеног Краљевства у Русији како би се ускладила са бројем руске мисије у УК.
Бугарска, Луксембург, Малта, Португал, Словачка, Словенија и сама Европска унија нису протерали ниједну руску дипломату, али су повукли своје амбасадоре из Русије на консултације. Штавише, Исланд је одлучио да дипломатски бојкотује Светско првенство у фудбалу 2018. одржано у Русији.
| Држава или организација | Број протераних дипломата                               | Датум     | Одговор Русије | Датум објаве |
| ----------------------- | ------------------------------------------------------- | --------- | --- | ------------ |
| Албанија                | 2                                                       | 26. Март  | 2 дипломата избачено од стране Русије. | 30. Март     |
| Аустралија              | 2                                                       | 27. Март  | 2 дипломата избачено од стране Русије. | 30. Март     |
| Белгија                 | 1                                                       | 27. Март  | 1 дипломата избачен (аташе за економска питања). | 4. април     |
| Канада                  | 4[a]                                                    | 26. Март  | 4 дипломата избачено од стране Русије. | 30. Март     |
| Хрватска                | 1                                                       | 26. Март  | 1 дипломата у Загребу проглашен за ПНГ. | 30. Март     |
| Чешка Република         | 3                                                       | 26. Март  | 3 дипломата избачено од стране Русије. | 30. Март     |
| Данска                  | 2                                                       | 26. Март  | 2 дипломата избачено од стране Русије. | 30. Март     |
| Естонија                | 1                                                       | 26. Март  | 1 дипломата избачен од стране Русије. | 30. Март     |
| Финска                  | 1                                                       | 26.. Март | 1 дипломата избачен од стране Русије. | 30. Март     |
| Француска               | 4                                                       | 26. Март  | 4 дипломата избачен од стране Русије. | 30. Март     |
| Немачка                 | 4                                                       | 26. Март  | 4 дипломата избачен од стране Русије. | 30. Март     |
| Грузија                 | 1                                                       | 30. Март  | 1 дипломата избачен од стране Русије. | 13. април    |
| Мађарска                | 1                                                       | 26. Март  | 1 дипломата избачен од стране Русије. | 4. април     |
| Ирска                   | 1                                                       | 27. Март  | 1 дипломата избачен од стране Русије. | 30. Март     |
| Италија                 | 2                                                       | 26. Март  | 2 дипломата избачено од стране Русије. | 30. Март     |
| Летонија                | 1                                                       | 26. Март  | 1 дипломата избачен од стране Русије. | 30. Март     |
| Литванија               | 3                                                       | 26. Март  | 3 дипломата избачено од стране Русије. | 30. Март     |
| Северна Македонија      | 1                                                       | 26. Март  | 1 дипломата избачен од стране Русије. | 30. Март     |
| Молдавија               | 3                                                       | 27. Март  | 3 дипломата избачено од стране Русије. | 30. Март     |
| Црна Гора               | 1                                                       | 28. Март  | 1 дипломата избачен од стране Русије. | 2. април     |
| НАТО                    | 7[b]                                                    | 27. Март  | |              |
| Холандија               | 2                                                       | 26. Март  | 2 дипломата избачено од стране Русије. | 30. Март     |
| Норвешка                | 1                                                       | 26. Март  | 1 дипломата избачен од стране Русије. | 30. Март     |
| Пољска                  | 4                                                       | 26. Март  | 4 дипломата избачено од стране Русије. | 30. Март     |
| Румунија                | 1                                                       | 26. Март  | 1 дипломата избачен од стране Русије. | 30. Март     |
| Шпанија                 | 2                                                       | 26. Март  | 2 дипломата избачено од стране Русије. | 30. Март     |
| Шведска                 | 1                                                       | 26. Март  | 1 дипломата избачен од стране Русије. | 30. Март     |
| Украјина                | 13                                                      | 26. Март  | 13 дипломата избачено од стране Русије. | 30. Март     |
| Уједињено Краљевство    | 23                                                      | 14, нарт  | 23 дипломата Уједињеног Краљевства избачено од стране Русије. Британски конзулат у Петрограду затворен. Руски огранац Британског савета је затворен. | 17 Март      |
| Уједињено Краљевство    | 23                                                      | 14, нарт  | Дипломатска мисија УК у Русији је преполовљена. | 30. Март     |
| САД                     | 60 Руски конзулати у Сан Франциску и Сијетлу затворени. | 26. Март  | 60 САД дипломата избачено од стране Русије. Конзулат САД у Петрограду је затворен.                                                                   | 30. Март     |

Ова сарадња земаља у циљу масовног протеривања руских дипломата поново је коришћена само четири године касније, 2022. године, као формат за дипломатска протеривања током руско-украјинског рата.

## Последице
Нека од возила хитне помоћи коришћена у реаговању на тровање закопана су на депонији у близини Челтенама. У јуну 2019. откривено је да су хитне службе потрошиле 891.000 фунти на замену и одлагање контаминираних возила. Југозападна хитна служба одбацила је осам возила, од којих су три кола хитне помоћи и пет кола хитне помоћи. Полиција Вилтшира уништила је укупно 16 возила, што је коштало 460.000 фунти.
Дана 13. септембра 2018. године, Крис Базби, пензионисани научник, који је редовни стручњак за телевизијску мрежу РТ под контролом руске владе, ухапшен је након што је полиција упала у његов дом у Бидефорду. Бусби је био отворени критичар понашања британске владе у вези са тровањем у Солсберију. У једном видео снимку је изјавио: „Само да буде савршено јасно, нема шансе да постоји било какав доказ да је материјал који је отровао Скрипале дошао из Русије“. Базби је држан у притвору 19 сати према Закону о експлозивним супстанцама из 1883. пре него што је пуштен без даљих радњи. Након пуштања на слободу, Базби је рекао за Би-Би-Си да верује да се чињеница да су се двојица полицајаца који су извршили рацију на његову имовину осећала лоше објашњава „психолошким проблемима повезаним са њиховим сазнањем о тровању Скрипаља”.
Страхови од контаминације Новичоком су се 16. септембра поново распламсали након што је двоје људи позлило у ресторану Преззо, 300 m (980 ft) са локације Зиззи где су Скрипалови јели пре него што су се срушили. Ресторан, оближњи паб и околне улице били су ограђени, а неки посетиоци су под надзором или нису могли да напусте подручје. Следећег дана, полиција је саопштила да нема „ништа што би сугерисало да је Новичок” узрок разбољевања две особе. Међутим, 19. септембра, једна од очигледних жртава, Ана Шапиро, тврдила је у новинама The Sun да је инцидент био покушај атентата на њу и њеног мужа од стране Русије. Овај чланак је касније уклоњен са Сана „из правних разлога“ и полиција је почела да истражује инцидент као „могућу превару“ након што је пар отпуштен из болнице.
У априлу 2019, Њујорк тајмс је известио да је тадашња заменица директора ЦИА-е Гина Хаспел саветовала Доналда Трампа у дискусији да су мала деца хоспитализована и да су патке убијене након излагања нервном агенсу Новичок који је отровао Скрипалове. Показала му је фотографије ових жртава за које је Њујорк тајмс објавио да су их дали британски званичници. Инцидент је наведен као пример вештине убеђивања Хаспела. У одговору Трејси Даскевич, директорка јавног здравља у Вилтширу, рекла је: „Није било других жртава осим оних које су претходно наведене. Инцидент није утицао на дивље животиње и ниједно дете није било изложено нити се разболело као резултат било ког инцидента.“
2020. године, високи британски званичници рекли су Тајмсу да су Сергеју и Јулији Скрипаљу дали нови идентитет и државну подршку да започну нови живот. Обоје су се преселила на Нови Зеланд под претпостављеним идентитетима.
У априлу 2021. Мишкин и Чепига су повезани са експлозијом у складишту оружја у Чешкој Републици 2014. Следећег месеца Ник Бејли, који је наставио да осећа последице свог тровања и због тога се раније пензионисао, започео је парницу за личну повреду против полиције Вилтшира; необјављено поравнање је постигнуто у априлу 2022.

### Повраћај новца
Од 17. октобра 2018. године, влада је обећала укупно 7,5 милиона фунти за подршку граду и за подршку предузећима, подстицање туризма и за покривање неочекиваних трошкова. Вијеће Вилтшира је потрошило или обећало 7.338.974 фунти на опоравак, а додатних 500.000 фунти је било у процесу:
- 733.381 фунти за неочекивано затварање и губитак броја запослених у предузећима
- 404.024 фунти у грантовима прихода за 74 предузећа
- 99.891 фунти у капиталним грантовима
- £229,446 у виду олакшице за пословну стопу за 56 предузећа
- 210.491 фунти за догађаје за подстицање туризма
- 500.000 фунти од Одељења за дигитално, културу, медије и спорт
- 4.000 фунти на хемијско чишћење или одлагање одеће за коју се верује да је контаминирана Новичоком
- 1 милион фунти за очување безбедности контаминираних локација
- Новац за опоравак од 570.000 фунти за покривање трошкова бесплатног паркирања и бесплатних услуга паркирања и вожње
- 4,1 милион фунти новца који је Министарство унутрашњих послова обећало за покривање трошкова полиције Вилтшира. Комесар савета је рекао да су укупни трошкови полиције премашили 10 милиона фунти. Пошто је 6,6 милиона фунти издвојено за финансирање полицијских снага, рекао је да се нада да ће "надокнадити пун износ од централне владе".[132]

## Медијски прикази
The Salisbury Poisonings, троделна драматизација догађаја у Солсберију и Ејмсберију, са фокусом на одговор локалних званичника и локалне заједнице, емитована је на BBC One у јуну 2020, а касније објављена на Нетфликсу у децембру 2021.